# Cylindrotheristus alternus
Cylindrotheristus alternus är en rundmaskart som först beskrevs av Christian Wieser 1956.  Cylindrotheristus alternus ingår i släktet Cylindrotheristus och familjen Monhysteridae. Inga underarter finns listade i Catalogue of Life.